# Codiverno
Codiverno è una frazione del comune italiano di Vigonza, in provincia di Padova.

## Storia
La località è citata nel 1026 come curte et plebe que dicitur Ivernus. Il toponimo è un composto tra curtis "corte" e hibernus "freddo", da collegare, forse, a un rio Liverno attestato a Campodarsego nel 955. In alternativa, potrebbe derivare dal personale longobardo Ivern.
Curdeiverno ricompare nel testamento di Speronella Dalesmanini nel 1192. Dal documento si evince che la curtis comprendeva allora tre diverse chiese, quella della Santissima Trinità (controllata direttamente al vescovo di Padova) e quelle di Sant'Andrea e San Giacomo (sottoposte alla nobildonna); da queste comunità si originarono le odierne Codiverno di Vigonza e Sant'Andrea di Campodarsego.

## Monumenti e luoghi d'interesse

### Chiesa parrocchiale
Citata, come già visto, nel testamento di Speronella Dalesmanini del 1192, dipendeva in origine dalla pieve di Villanova di Camposampiero. Nel Quattrocento risultava in cattive condizioni e verso la metà del secolo seguente fu restaurata dalla famiglia Frigimelica, che ne ebbe il giuspatronato sino al 1920.
Questa chiesa (che aveva subito un ampliamento nel 1868) fu completamente demolita nel 1913 e ricostruita di dimensioni maggiori. Venne inaugurata nel 1926 e consacrata nel 1934, mentre il campanile fu ultimato nel 1938.
Vi si conserva un dipinto raffigurante la Trinità e angeli; come riporta un'iscrizione in basso, fu realizzata da Antonio Garzatori nel 1684, dietro commissione di Pasquale de Marcolini. Gli affreschi sul soffitto con Quattro profeti sono stati realizzati da Angelo Tommasi negli anni 1940.

### Villa Selvatico
Si colloca a nord del centro, poco prima della località Codivernarolo. Si articola in palazzo padronale, barchessa e vari annessi, il tutto inserito in un vasto parco.
Il palazzo, costruito tra il Quattro e il Cinquecento, presenta pianta rettangolare a tetto a due falde. Gli interni sono organizzati secondo il tipico schema con salone passante centrale e stanze laterali. Come suggeriscono le finestrelle poste ai lati dell'androne, il piano terra è diviso tra un seminterrato e un mezzanino che portano a quattro i livelli e ad altrettante quote di aperture (gli altri due sono il piano nobile e le soffitte). I due fronti sono simmetrici, anche se su quello a sud emerge un camino (in origine erano due simmetrici). Le aperture sono tutte architravate ad eccezione di quelle dei vani passanti centrali che sono archivoltate: si tratta del portale d'ingresso al piano terra e della portafinestra del piano nobile, quest'ultima affacciata su un terrazzo con soglia e mensole in pietra e ringhiera in ferro.
La villa subì un ampliamento a fine Settecento: da un lato venne aggiunto un volume di due piani con copertura a terrazzo per unire palazzo e barchessa, dall'altro da un volume contenente una scala cui è addossato un edificio con funzioni abitative.
All'interno si conservano alcuni elementi decorativi: nel piano nobile, la travatura alla sansovina decorato e un motivo a racemi sotto l'architrave; nel vano scala, un doppio arco a tutto sesto con testina in chiave.
La barchessa, che in origine mostrava della arcate rivolte al giardino, ha subito recenti modifiche. A limite nord sussiste ancora la cancellata d'ingresso, con statue sulla sommità dei pilastri.